# Aralosaurini
Aralosaurini es una tribu de dinosaurios ornitópodos hadrosáuridos que vivieron durante el Cretácico Superior (hace aproximadamente 75 y 66 millones de años, en el Campaniense y el Maastrichtiense), en Europa y Asia.

## Descripción
Se define como el clado más exclusivo que contiene a Aralosaurus tuberiferus y a Canardia garonnensis. Los restos de los miembros de esta tribu son algo pobres, pero son suficientes para saber que forman parte de Hadrosauridae, tentativamente dentro de Lambeosaurinae. Maxilares parciales de ambos géneros fueron la clave para determinar que compartían grandes características, y así poder formar una nueva tribu, y probablemente  habrá más diversidad. Los descubrimientos de fósiles de estas especies se extienden desde el sur de Francia hasta zonas cercanas al Mar de Aral en Kazajistán.